# چستر ای. آرنولد
 چستر ای. آرنولد (انگلیسی: Chester A. Arnold؛ ۲۵ ژوئن ۱۹۰۱ – ۱۹ نوامبر ۱۹۷۷) یک دانشمند اهل ایالات متحده آمریکا بود.